# San Antonio de los Cobres
San Antonio de los Cobres is een plaats in het Argentijnse bestuurlijke gebied Los Andes in de provincie  Salta. De plaats telt 5.482 inwoners.

## Verkeer en vervoer
Het treinstation in de plaats is de laatste halte van de Tren a las Nubes. Hier stappen de treinpassagiers over in bussen voor de reis naar het beginpunt Salta.

## Galerij

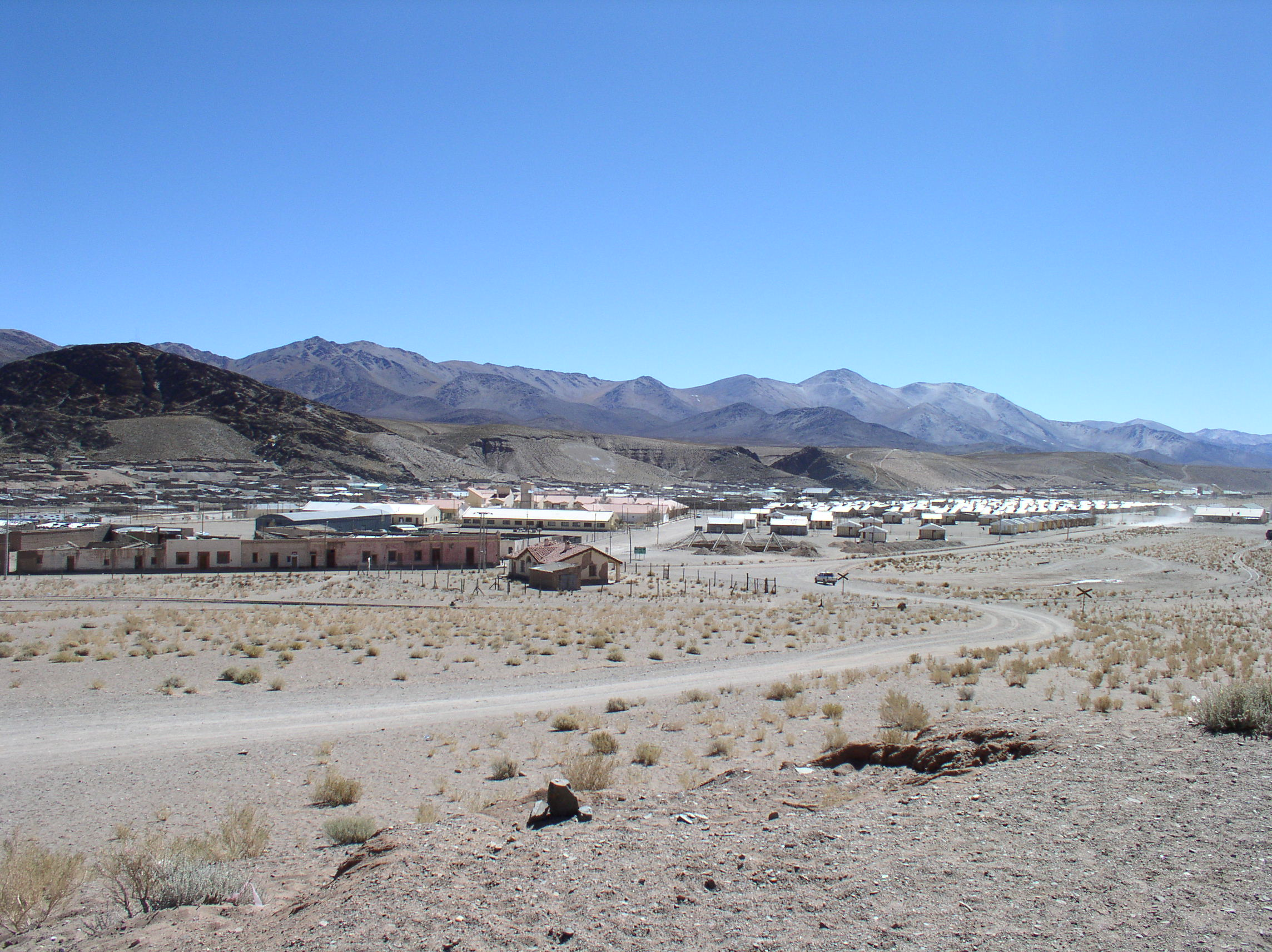
Zicht op San Antonio de los Cobres
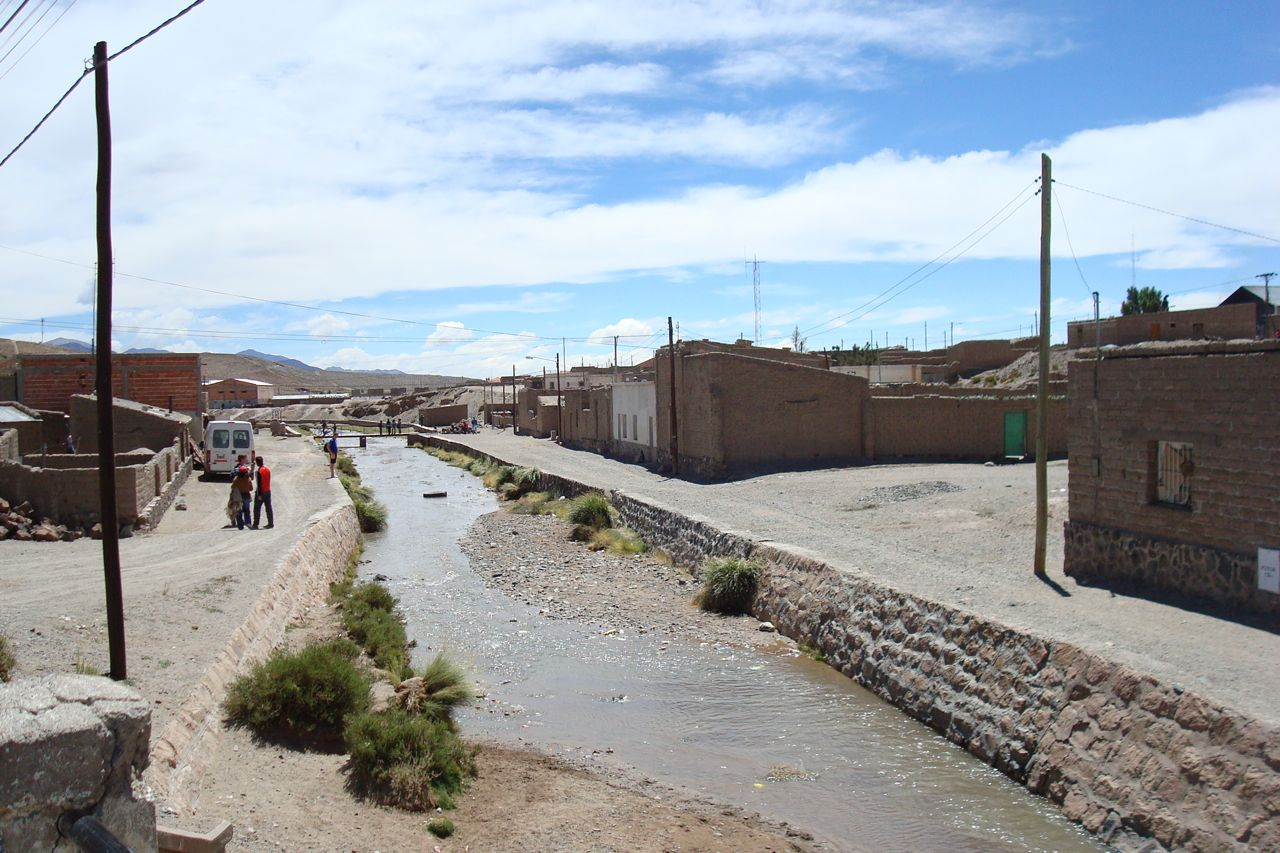
Watertje door het centrum van San Antonio de los Cobres
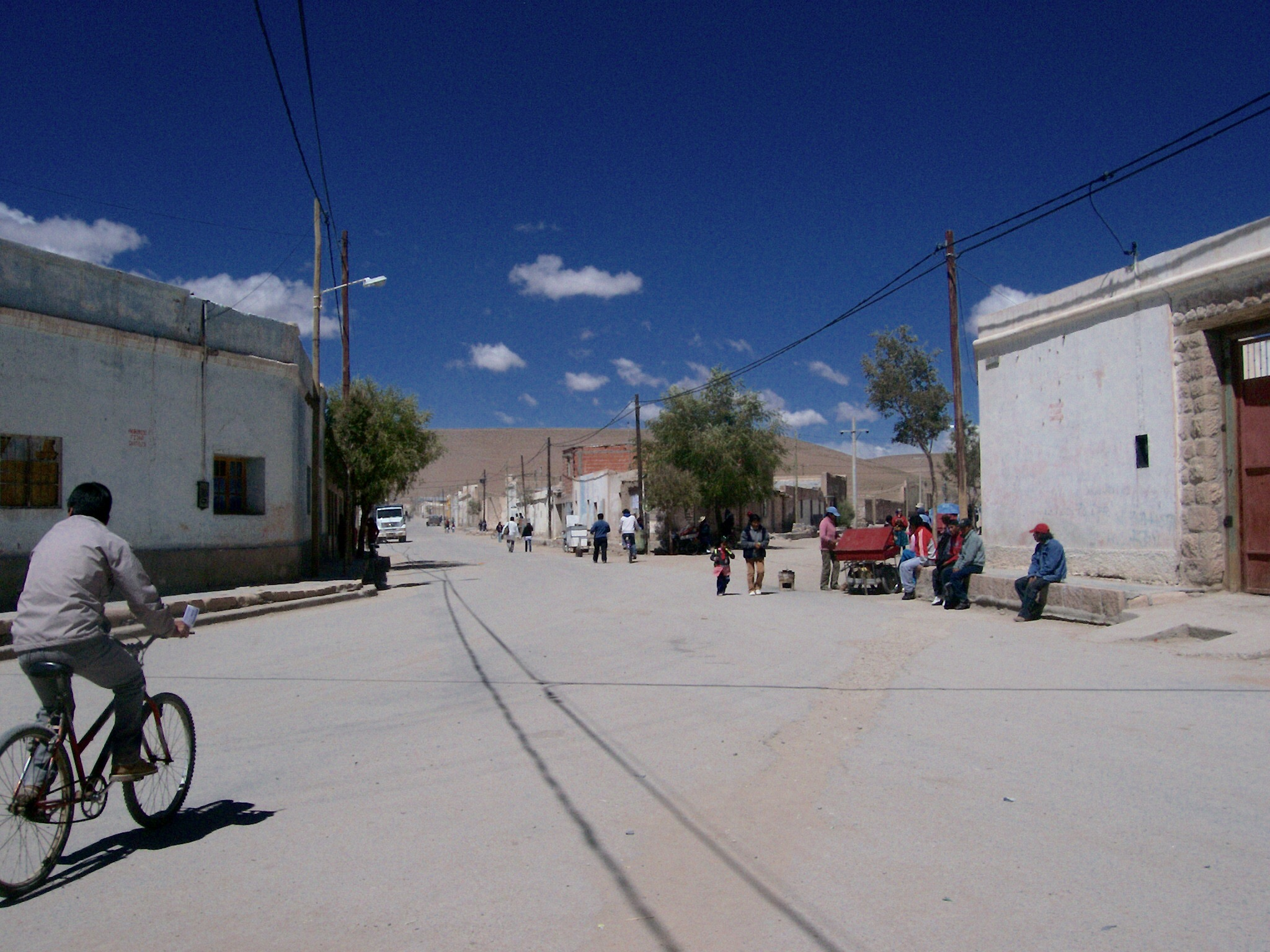
Straat in San Antonio de los Cobres